# Tömpefarkú törpekaméleon

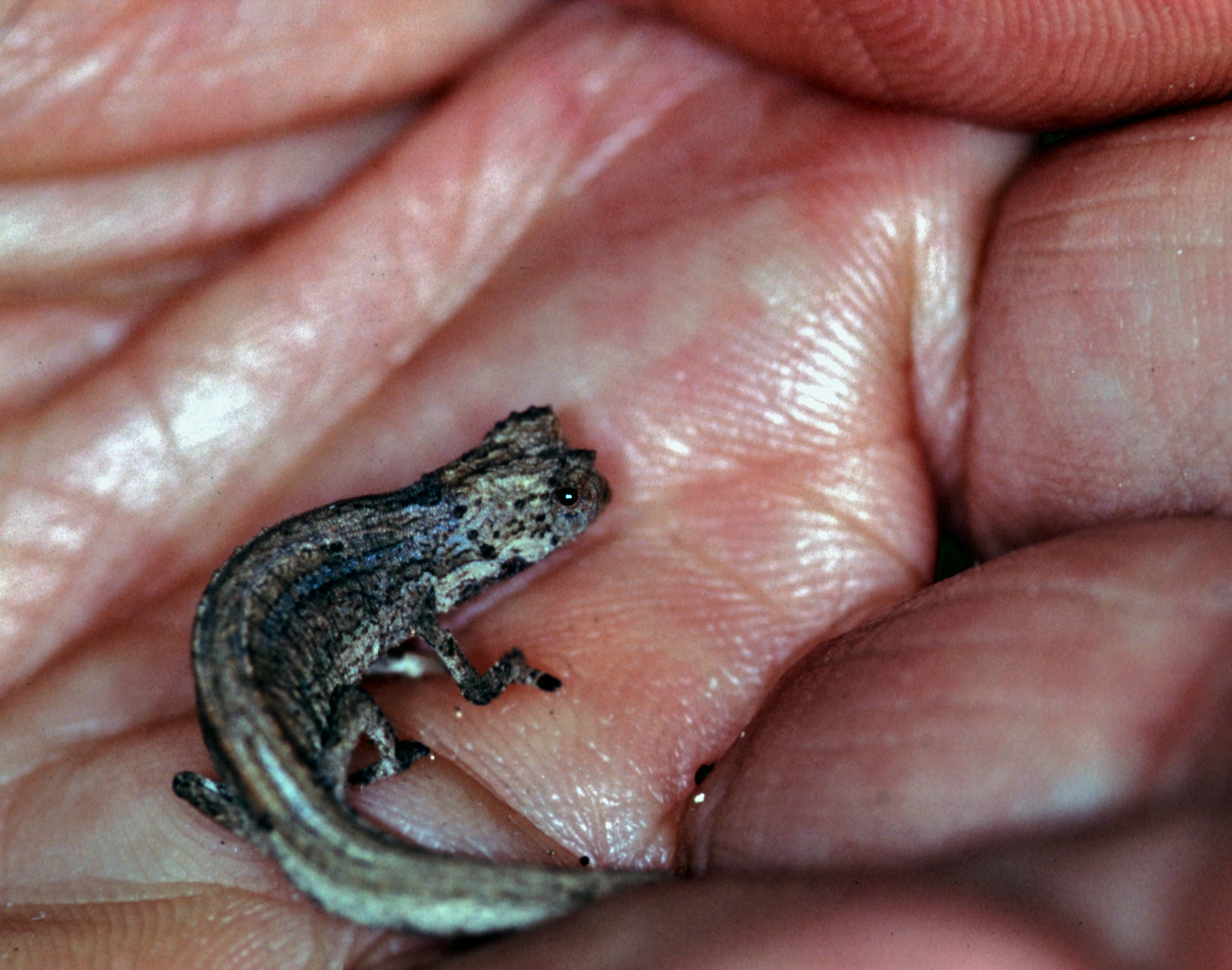
E kaméleonfaj rendkívül apró termetű

A tömpefarkú törpekaméleon (Brookesia peyrierasi) egy apró kaméleonfaj, amely Madagaszkár északkeleti részén őshonos. Külföldi elnevezése a Peyrieras' törpekaméleon, melyet André Peyriéras herpetológusról neveztek el.

## Elterjedése
Elterjedési területe mintegy 3774 négyzetkilométerre tehető. Főleg a sziget északkeleti részein fekvő nedves esőerdőkben található meg e faj. A bányászat és az erdőirtás miatt az élőhelye rendkívül töredezett, összefüggéstelen. További kutatások szükségesek ahhoz, hogy e faj elterjedési területét pontosan kideríthessék a tudósok. Állományának egyedszáma csökkenő tendenciát mutat.

## Taxonómiai kapcsolatok
1995 és 1999 között a Journal of Zoology című tudományos folyóiratban jelent meg, hogy e kaméleonfaj nem a B. minima fajhoz tartozik, hanem önálló állatfajnak tekinthető.

## Fordítás
Ez a szócikk részben vagy egészben  a   Brookesia peyrierasi című angol Wikipédia-szócikk ezen változatának fordításán alapul.  Az eredeti cikk szerkesztőit annak laptörténete sorolja fel. Ez a jelzés csupán a megfogalmazás eredetét és a szerzői jogokat jelzi, nem szolgál a cikkben szereplő információk forrásmegjelöléseként.